# Liste der Nummer-eins-Hits in Italien (1979)
Diese Liste der Nummer-eins-Hits basiert auf den Charts des italienischen Musikmagazins Musica e dischi im Jahr 1979. Es gab in diesem Jahr zehn Nummer-eins-Singles und acht Nummer-eins-Alben.

## Singles
| ← 1978 ← | Liste der Nummer-eins-Hits in Italien (M&D) | Liste der Nummer-eins-Hits in Italien (M&D) | Liste der Nummer-eins-Hits in Italien (M&D)                     | 1980 → |
| \| Zeitraum \| Wo. ges. \| Interpret \| Titel Autor(en) \| Zusätzliche Informationen \| \| (Zeitraum, Wochen auf Platz eins, Interpret, Titel, Autor[en], zusätzliche Informationen) \| \| \| \| \| \| ----------------------------------------------------------------------------------------- \| -------- \| ------------------ \| --------------------------------------------------------------- \| ---------------------------------------------------------------------------------------------------------------------------------------------------------------- \| \| 40. Woche 1978 – 1. Woche 1979 14 Wochen \| 14 \| Lucio Battisti \| Una donna per amico Lucio Battisti, Mogol \| – \| \| 2. Woche 1 Woche \| 1 \| Frankie Valli \| Grease Barry Gibb \| Der Titelsong des Musicalfilms Grease erreichte die Chartspitze. \| \| 3.–8. Woche 6 Wochen \| 6 \| Bee Gees \| Too Much Heaven Barry Gibb, Robin Gibb, Maurice Gibb \| Der Charitysong für UNICEF konnte weltweit hohe Chartpositionen erreichen. \| \| 9.–18. Woche 10 Wochen \| 10 \| Bee Gees \| Tragedy Barry Gibb, Robin Gibb, Maurice Gibb \| Die zweite Single aus dem Nummer-eins-Album Spirits Having Flown wurde für die Bee Gees der zweite und für Barry Gibb sogar der dritte Nummer-eins-Hit in Folge. \| \| 19.–25. Woche 7 Wochen \| 7 \| Renato Zero \| Il carrozzone Franca Evangelisti, Piero Pintucci \| Die Single erreichte gleichzeitig mit dem Herkunftsalbum die Chartspitze. \| \| 26.–38. Woche 13 Wochen \| 13 \| Alan Sorrenti \| Tu sei l’unica donna per me Alan Sorrenti \| Mit diesem Lied gewann Sorrenti die diesjährige Ausgabe des Wettbewerbs Festivalbar. \| \| 39. Woche 1 Woche \| 1 \| Miguel Bosé \| Super Superman Miguel Bosé, Gian Pietro Felisatti, Danilo Vaona \| Nach der Teilnahme am Festivalbar-Wettbewerb gelang Bosé mit diesem Lied der erste Hit in Italien. \| \| 40.–44. Woche 5 Wochen \| 5 \| Adriano Celentano \| Soli Miki Del Prete, Cristiano Minellono, Toto Cutugno \| – \| \| 45. Woche 1 Woche \| 1 \| Antonello Venditti \| Buona domenica Antonello Venditti \| – \| \| 46.–52. Woche 7 Wochen \| 7 \| Julio Iglesias \| Se tornassi Albert Hammond, Óscar Gómez \| – \| |                                             |                                             |                                                                 | |
| ← 1978 |                                             |                                             |                                                                 | → 1980 → |
| Zeitraum | Wo. ges.                                    | Interpret                                   | Titel Autor(en)                                                 | Zusätzliche Informationen |
| (Zeitraum, Wochen auf Platz eins, Interpret, Titel, Autor[en], zusätzliche Informationen) |                                             |                                             |                                                                 | |
| 40. Woche 1978 – 1. Woche 1979 14 Wochen | 14                                          | Lucio Battisti                              | Una donna per amico Lucio Battisti, Mogol                       | – |
| 2. Woche 1 Woche | 1                                           | Frankie Valli                               | Grease Barry Gibb                                               | Der Titelsong des Musicalfilms Grease erreichte die Chartspitze.                                                                                                 |
| 3.–8. Woche 6 Wochen | 6                                           | Bee Gees                                    | Too Much Heaven Barry Gibb, Robin Gibb, Maurice Gibb            | Der Charitysong für UNICEF konnte weltweit hohe Chartpositionen erreichen.                                                                                       |
| 9.–18. Woche 10 Wochen | 10                                          | Bee Gees                                    | Tragedy Barry Gibb, Robin Gibb, Maurice Gibb                    | Die zweite Single aus dem Nummer-eins-Album Spirits Having Flown wurde für die Bee Gees der zweite und für Barry Gibb sogar der dritte Nummer-eins-Hit in Folge. |
| 19.–25. Woche 7 Wochen | 7                                           | Renato Zero                                 | Il carrozzone Franca Evangelisti, Piero Pintucci                | Die Single erreichte gleichzeitig mit dem Herkunftsalbum die Chartspitze.                                                                                        |
| 26.–38. Woche 13 Wochen | 13                                          | Alan Sorrenti                               | Tu sei l’unica donna per me Alan Sorrenti                       | Mit diesem Lied gewann Sorrenti die diesjährige Ausgabe des Wettbewerbs Festivalbar.                                                                             |
| 39. Woche 1 Woche | 1                                           | Miguel Bosé                                 | Super Superman Miguel Bosé, Gian Pietro Felisatti, Danilo Vaona | Nach der Teilnahme am Festivalbar-Wettbewerb gelang Bosé mit diesem Lied der erste Hit in Italien.                                                               |
| 40.–44. Woche 5 Wochen | 5                                           | Adriano Celentano                           | Soli Miki Del Prete, Cristiano Minellono, Toto Cutugno          | – |
| 45. Woche 1 Woche | 1                                           | Antonello Venditti                          | Buona domenica Antonello Venditti                               | – |
| 46.–52. Woche 7 Wochen | 7                                           | Julio Iglesias                              | Se tornassi Albert Hammond, Óscar Gómez                         | – |

## Alben
| ← 1978 ← | Liste der Nummer-eins-Alben in Italien (M&D) | Liste der Nummer-eins-Alben in Italien (M&D) | Liste der Nummer-eins-Alben in Italien (M&D)            | 1980 → |
| \| Zeitraum \| Wo. ges. \| Interpret \| Titel \| Zusätzliche Informationen \| \| (Zeitraum, Wochen auf Platz eins, Interpret, Titel, zusätzliche Informationen) \| \| \| \| \| \| ------------------------------------------------------------------------------ \| -------- \| ---------------------------------- \| ------------------------------------------------------- \| ------------------------------------------------------------------------------------------------------------------------------------------ \| \| 1.–2. Woche 2 Wochen (insgesamt 11) \| 11 \| Various Artists \| Grease: The Original Soundtrack from the Motion Picture \| Nicht nur dem Titelsong, sondern auch der gesamte Soundtrack zum Musicalfilm Grease war großer Erfolg beschieden. \| \| 3. Woche 1 Woche (insgesamt 9) \| 9 \| Lucio Battisti \| Una donna per amico \| Wie mit dem gleichnamigen Lied konnte Battisti einen Nummer-eins-Erfolg landen. \| \| 4. Woche 1 Woche (insgesamt 11) \| 11 \| Various Artists \| Grease: The Original Soundtrack from the Motion Picture \| – \| \| 5. Woche 1 Woche (insgesamt 9) \| 9 \| Lucio Battisti \| Una donna per amico \| – \| \| 6.–9. Woche 4 Wochen \| 4 \| Claudio Baglioni \| E tu come stai \| – \| \| 10.–18. Woche 9 Wochen \| 9 \| Bee Gees \| Spirits Having Flown \| Nach zwei Nummer-eins-Singles in Folge konnten die Bee Gees sich auch die Spitze der Albumcharts sichern. \| \| 19.–27. Woche 9 Wochen \| 9 \| Renato Zero \| Erozero \| Gleichzeitig mit der Single Il carrozzone bringt das Album den Sänger an die Spitze der Charts. \| \| 28.–36. Woche 9 Wochen \| 9 \| Alan Sorrenti \| L.A. & N.Y. \| Nach dem Festivalbar-Sieg und der daraus hervorgegangenen Nummer-eins-Single konnte Sorrenti auch in den Albumcharts Platz eins erreichen. \| \| 37.–43. Woche 7 Wochen \| 7 \| Lucio Dalla & Francesco De Gregori \| Banana Republic \| Das erste gemeinsame Album der beiden Cantautori brachte ihnen einen ersten Platz ein. \| \| 44. Woche 1979 – 1. Woche 1980 10 Wochen \| 10 \| Antonello Venditti \| Buona domenica \| – \| |                                              |                                              |                                                         | |
| ← 1978 |                                              |                                              |                                                         | → 1980 → |
| Zeitraum | Wo. ges.                                     | Interpret                                    | Titel                                                   | Zusätzliche Informationen |
| (Zeitraum, Wochen auf Platz eins, Interpret, Titel, zusätzliche Informationen) |                                              |                                              |                                                         | |
| 1.–2. Woche 2 Wochen (insgesamt 11) | 11                                           | Various Artists                              | Grease: The Original Soundtrack from the Motion Picture | Nicht nur dem Titelsong, sondern auch der gesamte Soundtrack zum Musicalfilm Grease war großer Erfolg beschieden.                          |
| 3. Woche 1 Woche (insgesamt 9) | 9                                            | Lucio Battisti                               | Una donna per amico                                     | Wie mit dem gleichnamigen Lied konnte Battisti einen Nummer-eins-Erfolg landen.                                                            |
| 4. Woche 1 Woche (insgesamt 11) | 11                                           | Various Artists                              | Grease: The Original Soundtrack from the Motion Picture | – |
| 5. Woche 1 Woche (insgesamt 9) | 9                                            | Lucio Battisti                               | Una donna per amico                                     | – |
| 6.–9. Woche 4 Wochen | 4                                            | Claudio Baglioni                             | E tu come stai                                          | – |
| 10.–18. Woche 9 Wochen | 9                                            | Bee Gees                                     | Spirits Having Flown                                    | Nach zwei Nummer-eins-Singles in Folge konnten die Bee Gees sich auch die Spitze der Albumcharts sichern.                                  |
| 19.–27. Woche 9 Wochen | 9                                            | Renato Zero                                  | Erozero                                                 | Gleichzeitig mit der Single Il carrozzone bringt das Album den Sänger an die Spitze der Charts.                                            |
| 28.–36. Woche 9 Wochen | 9                                            | Alan Sorrenti                                | L.A. & N.Y.                                             | Nach dem Festivalbar-Sieg und der daraus hervorgegangenen Nummer-eins-Single konnte Sorrenti auch in den Albumcharts Platz eins erreichen. |
| 37.–43. Woche 7 Wochen | 7                                            | Lucio Dalla & Francesco De Gregori           | Banana Republic                                         | Das erste gemeinsame Album der beiden Cantautori brachte ihnen einen ersten Platz ein.                                                     |
| 44. Woche 1979 – 1. Woche 1980 10 Wochen | 10                                           | Antonello Venditti                           | Buona domenica                                          | – |